# 0184
0184 è il prefisso telefonico del distretto di Sanremo, appartenente al compartimento di Genova.
Il distretto comprende la parte occidentale della provincia di Imperia. Confina con la Francia a nord-ovest e con i distretti di Mondovì (0174) a nord-est e di Imperia (0183) a est.

## Aree locali e comuni
Il distretto di Sanremo comprende 32 comuni compresi nelle 3 aree locali di Sanremo (ex settori di Molini di Triora e Sanremo), Taggia e Ventimiglia. I comuni compresi nel distretto sono: Airole, Apricale, Badalucco, Bajardo, Bordighera, Camporosso, Castellaro, Castel Vittorio, Ceriana, Dolceacqua, Isolabona, Molini di Triora, Montalto Carpasio, Olivetta San Michele, Ospedaletti, Perinaldo, Pigna, Pompeiana, Riva Ligure, Rocchetta Nervina, San Biagio della Cima, Sanremo, Santo Stefano al Mare, Seborga, Soldano, Taggia, Terzorio, Triora, Vallebona, Vallecrosia e Ventimiglia .